# アドリアーノ・バッフィ
アドリアーノ・バッフィ（Adriano Baffi 、1962年8月7日 - ）は、イタリア、ヴァイラーテ出身の元自転車競技（ロードレース & トラックレース）選手。
実父は元ロードレース選手のピエリーノ・バッフィ。

## 来歴
1980年
- イタリア選手権
  - ジュニア部門・1㎞TT 優勝
  - ジュニア部門・団体追抜 優勝

1987年
- イタリア選手権・ポイントレース 優勝
- ツール・ド・スイス 区間1勝(第1)

1988年
- イタリア選手権・ポイントレース 優勝
- ミラノ〜ヴィニョーラ 優勝
- セッティマーナ・インテルナツィオナーレ・ディ・コッピ・エ・バルタリ 総合優勝
- ティレーノ〜アドリアティコ 区間2勝(第2、6a）

1989年
- バッサーノ・デル・グラッパ6日間レース 優勝（+ ダニー・クラーク）
- ジロ・デッラ・プロヴィンチャ・ディ・レッジョ・カラブリア 優勝
- ミラノ〜ヴィニョーラ 優勝
- パリ〜ニース 区間1勝(第7a)
- ミラノ〜サンレモ 3位
- デ・パンネ3日間 区間2勝(第2、3)
- チューリッヒ6日間レース 優勝（+ ピエランジェロ・ビンコレット）

1990年
- トロフェオ・デッレトルナ 優勝
- トロフェオ・パンタリーカ 優勝
- パリ〜ニース 区間1勝(第5)
- ジロ・デル・トレンティーノ 区間1勝(第2)
- ジロ・デ・イタリア 区間2勝(第11、18)
- ツール・ド・ベルギー 区間1勝(第2)

1992年
- ジロ・デル・トレンティーノ 区間1勝(第2)
- パリ〜ニース 区間1勝(第8)

1993年
- ボルドー6日間レース 優勝（+ ジョヴァンニ・ロンバルディ）
- ジロ・デ・イタリア
  -  ポイント賞
  - 区間3勝(第2、8、18)

1994年
- ドルトムント6日間レース 優勝（+ジョヴァンニ・ロンバルディ）
- セトマナ・カタラナ 区間2勝(第4、5a）
- ジロ・デル・トレンティーノ 区間1勝(第1)
- ティレーノ〜アドリアティコ 区間1勝(第1)

1995年
- トロフェオ・パルマ・デ・マヨルカ 優勝
- ブエルタ・ア・ムルシア 総合優勝
- ブエルタ・ア・エスパーニャ 区間1勝(第19)

1996年
- ボローニャ6日間レース 優勝（+ ピエランジェロ・ビンコレット）
- グルノーブル6日間レース 優勝（+ジョヴァンニ・ロンバルディ）
- ミュンヘン6日間レース 優勝（+ジョヴァンニ・ロンバルディ）
- パリ〜カマンベール 優勝
- シルキュイ・ド・ラ・サルト 総合優勝

1997年
- パリ〜ニース 区間1勝(第7)

1998年
- バッサーノ・デル・グラッパ6日間レース 優勝（+ マルコ・ヴィッラ）
- グルノーブル6日間レース 優勝（+ アンドレア・コッリネッリ）
- ケルン6日間レース 優勝（+ アンドレアス・カペス）

1999年
- グルノーブル6日間レース 優勝（+ アンドレア・コッリネッリ）
- イタリア選手権・ポイントレース 優勝
- シュトゥットガルト6日間レース 優勝（+ アンドレアス・カペス）

2002年
- グルノーブル6日間レース 優勝（+ マルコ・ヴィッラ）